# Soo Ae
Dans ce nom coréen, le nom de famille, Park, précède le nom personnel.
Park Soo-ae est une actrice sud-coréenne, née le 25 juillet 1979.

## Filmographie

### Cinéma

#### Longs métrages
- 2004 : A Family (Gajok) de Lee Jeong-cheol : Lee Jeong-eun, la fille
- 2005 : Wedding Compaign (나의 결혼 원정기) de Hwang Byung-kook : La-la
- 2006 : Once in a Summer (그해여름) de Jo Geun-Sik : Seo Jung-in
- 2008 : Sunny (님은 먼곳에) de Lee Joon-ik : Soon-yi / Sunny
- 2009 : The Sword with No Name (불꽃처럼 나비처럼) de Kim Yong-Gyun : Min Ja-yeong / l'impératrice Myeongseong
- 2010 : Midnight FM (심야의 FM) de Kim Sang-man : Ko Suh-young
- 2012 : Athena Secret Agency
- 2013 : The Flu (감기) de Kim Sung-su : Kim In-hye
- 2016 : Take Off 2 de Jong-hyun Kim : Lee Ji-won
- 2018 : High Society (상류사회) de Daniel H. Byun : Oh Soo-yeon

### Télévision

#### Séries télévisées
- 1999 : School 2
- 2002 : One Sided Love
- 2002 : The Maengs' Golden Era
- 2003 : Love Letter
- 2003 : Merry Go Round
- 2004 : April Kiss (4월 키스)
- 2004 : Emperor of the Sea (해신)
- 2007 : Two Outs in the Ninth Inning
- 2010 : Athena: Goddess of War (아테나: 전쟁의 여신)
- 2011 : A Thousand Days' Promise (천일의 약속)
- 2012 : Love For Everyone: The Plan
- 2013 : King of Ambition (야왕)
- 2015 : Mask : Byun J-sook/Seo Eun-ha
- 2016 : Sweet Stranger and Me : Hong Na-ri